# Lil Peep

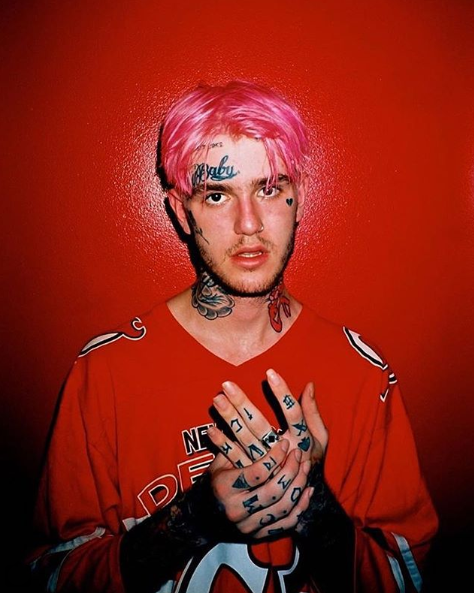
Lil Peep (2016)

Lil Peep (bürgerlich Gustav Elijah Åhr; * 1. November 1996 in Allentown, Pennsylvania; † 15. November 2017 in Tucson, Arizona) war ein US-amerikanischer Rapper.

## Leben
Gustav Elijah Åhr wurde am 1. November 1996 in Allentown, Pennsylvania geboren. Als er vier Jahre alt war, zog seine Familie nach Long Beach im Bundesstaat New York, wo er auch aufwuchs. Seine Mutter, die als Grundschullehrerin arbeitet, hat irische Wurzeln; sein Vater Karl Johann Ahr, ein College-Professor, schwedische. Er lernte das Posaune- und Tubaspiel.
Als er aufwuchs, war Åhrs Vater meistens abwesend und seine Erziehung war „apathisch und drogenabhängig“, wobei sich sein Vater und seine Mutter formell scheiden ließen, als er 14 Jahre alt war. Kurz darauf trennte er sich von seiner damaligen Freundin Emma Harris, es kam danach zu einer On-Off-Beziehung. Die meisten seiner Lieder handeln von seiner Jugendliebe Emma. Er besuchte die Lindell Elementary School und dann die Long Beach High School in Lido Beach, New York, wo er trotz seltener Anwesenheit gute Noten hatte und für die Zeit, die er anwesend war, auf der Dekanliste stand. Später verließ er die High School und nahm an Online-Kursen teil, um sein Diplom zu erhalten. Kurz darauf begann er, seine Musik auf YouTube und SoundCloud zu veröffentlichen.
Sein Bruder brachte ihn durch Bands wie The Casualties, Minor Threat und NOFX in die Punk-Szene.
Nachdem Åhr die Long Beach High School ohne Abschluss verlassen hatte, holte er diesen über Onlinekurse nach. Kurz darauf zog er im Jahr 2013 nach Los Angeles, um seine Karriere als Rapper beginnen zu können.
Kurz vor seinem Tod war er circa zwei Monate mit Arzaylea Rodriguez liiert, zuvor hatte er eine kurze Beziehung mit der Schauspielerin Bella Thorne. Nach Åhrs Tod tweetete sie: „Peep, du verdienst mehr vom Leben. Das Leben wurde deiner Größe nicht gerecht.“ Er beschrieb sich im August 2017 als bisexuell.
Am 15. November 2017 starb er im Alter von 21 Jahren kurz vor einem geplanten Konzert in Tucson im Bundesstaat Arizona, nachdem er aufgrund einer Vergiftung durch Medikamentenmissbrauch ins Krankenhaus eingeliefert worden war. Es wurde berichtet, dass er kurz vor seinem vorherigen Konzert in El Paso, Texas, unwissentlich eine Kombination des Beruhigungsmittels Alprazolam (Xanax) und des Schmerzmittels Fentanyl zu sich genommen habe. Sieben Tabletten Alprazolam alleine waren für den Rapper eine durchschnittliche Dosis, jedoch führte die Kombination aus den beiden Wirkstoffen zu einem Herzstillstand. Im Autopsiebericht hieß es, dass im Körper von Åhr neben Fentanyl und Alprazolam (auch) Rückstände von Kokain, Marihuana und den opioiden Schmerzmitteln Tramadol, Oxycodon, Oxymorphon, Hydromorphon und Hydrocodon nachgewiesen wurden. Es konnte kein Alkohol nachgewiesen werden. Åhr kann somit zu den Opfern der Opioid-Epidemie in den USA gezählt werden.
Bekannte Künstler wie XXXTentacion, Diplo, Post Malone, Pete Wentz, Marshmello, Mark Ronson, Zane Lowe, Sam Smith, Bella Thorne, Trippie Redd, A$AP Nast, Rich Brian, Playboi Carti, Ugly God, Lil Uzi Vert, Lil Xan, Ty Dolla Sign, Lil Pump, Dua Lipa und El-P zeigten ihre Anteilnahme und zollten ihm Anerkennung.

## Karriere
Lil Peep veröffentlichte im Jahr 2015 sein erstes Mixtape unter dem Pseudonym Lil Peep, das mit 4000 Streams auf SoundCloud erste Erfolge und Bekanntheit erreichte. Noch im selben Jahr folgte die Veröffentlichung der EP Feelz sowie mit Live Forever eines weiteren Mixtapes. Im Jahr 2016 erschienen mit Crybaby im Juni und Hellboy im September zwei weitere Mixtapes. Seine ersten Lieder veröffentlichte Lil Peep auf Soundcloud und YouTube, wodurch er einen gewissen Bekanntheitsgrad erlangen konnte. Seine Lieder erreichten Millionen Klicks bei YouTube. Das meistgeklickte Video ist das Musikvideo Save That Shit, das über 500 Millionen Mal aufgerufen wurde.
Im Mai 2017 wurde Lil Peep von der Emoband Mineral beschuldigt, im Lied Hollywood Dreaming unerlaubterweise Samples des Stückes LoveLetterTypewriter aus dem 1998 veröffentlichten Album EndSerenading verwendet zu haben. Auf die Anschuldigungen antwortete Lil Peep, dass er durch die Nutzung des Samples seine Zuneigung zu der Musik von Mineral zum Ausdruck bringen wollte. Im Juni 2017 wurde sein Debütalbum Come Over When You’re Sober, Pt. 1, das in Zusammenarbeit mit dem Grammy-ausgezeichneten Produzenten Rob Cavallo entstand, für den 11. August gleichen Jahres angekündigt. Um das Album zu bewerben, kündigte Lil Peep eine ausgedehnte Tournee an, die zwischen dem 2. August und dem 17. November 2017 stattfinden sollte. Sein einziges Album stieg nach dem Tod des Rappers in die deutschen, britischen und US-amerikanischen Albumcharts ein. Am 9. November 2018 erschien posthum der Nachfolger Come Over When You’re Sober, Pt. 2. Am 31. Januar 2019 wurde die erste Single mit ILoveMakonnen featuring Fall Out Boy vom kommenden Collaboration-Album mit dem Titel I’ve Been Waiting veröffentlicht. Das Lied war ursprünglich eine Demo von ILoveMakonnen. Peep sang dazu und es entstand eine Partnerschaft, die bis zu zwanzig Songs hervorbrachte. Fall Out Boys Part wurde dem Lied nach Peeps Tod hinzugefügt. Wann das Album veröffentlicht wird, ist noch nicht bekannt.
Am 10. Juni 2020 erschien posthum, anlässlich des vierjährigen Jubiläums, eine Wiederveröffentlichung des Mixtapes Crybaby. Erstmals wurde es auch auf diversen Streaming-Plattformen freigegeben. Am 21. September desselben Jahres wurde auch die Wiederveröffentlichung des Mixtapes Hellboy am 25. September 2020 bekanntgegeben.
Lil Peep war Teil des Kollektivs Gothboiclique, das vom ehemaligen Tigers-Jaw-Musiker Adam McIlwee gegründet wurde, und ein ehemaliges Mitglied bei Schemaposse.

## Musik
Lil Peep wurde als Lo-Fi- und „Emo-Rapper“ beschrieben. Musikjournalisten verglichen Lil Peep oft mit dem Singer-Songwriter und Gitarristen Kurt Cobain. Die  New York Times bezeichnete den Rapper als „Kurt Cobain des Lo-Fi-Raps“ und beschrieb seine Musik als düster bis diabolisch-melodisch. Lil Peep selbst unterstützte diese Verbindung zu seinen musikalischen und lyrischen Inhalten und gab an, dass er gerne der „neue Kurt Cobain“ werden wolle.
Die Online-Datenbank AllMusic beschrieb die Musik von Lil Peep als eine Mischung aus Einflüssen des Hip-Hop und Rocks zusammen mit Trap, Punk und Dream Pop. Seine Songs stützten sich im Allgemeinen auf die Triple-Time-Hi-Hat des Southern-Rap und Elementen des Post-Hardcore. Des Weiteren kombinierte er Elemente von Emo und Pop-Punk in Rap-Musik und brachte so eine neue Herangehensweise an das Genre. Aufgrund dessen bezeichnete Steven J. Horovitz von der Onlineplattform des Magazins Pitchfork Media ihn als „Zukunft des Emo“.
In seinen Texten verarbeitete er oft die Themen Suizid, vergangene Liebesbeziehungen und Drogenkonsum. In seiner Musik verwendete er Samples diverser Rockbands, darunter Brand New, Underoath, Radiohead, Avenged Sevenfold, Three Days Grace, Slayer, The Postal Service, Oasis und The Microphones.
Im Vergleich zu anderen Rappern zeichnete sich Lil Peep weniger durch seine Sprechgesangsfähigkeiten aus, sondern vielmehr durch seinen am Post-Punk und Indie-Rock orientierten Gesangsstil. Lediglich an manchen Stellen baute er Rap-Strophen in seine Lieder ein.

## Konzerte
Vor seinem Tod trat er in verschiedenen Ländern auf: In den USA, Großbritannien, Deutschland, Russland, Kanada, Frankreich, Belgien, Polen und in den Niederlanden. Seine größten Konzerte waren in Toronto und Moskau.

## Mode
Lil Peep war seit seiner Jugend modeinteressiert. Während der letzten Monate seines Lebens modelte er für Vlone und war zu verschiedenen Modenschauen eingeladen, wie zum Beispiel zur Balmain Men’s Show während der Paris Fashion Week oder der Moncler Gamme Bleu MFW Mens Spring Summer Show in Mailand. Nico Amarca von Hypebeast sagte: „Obwohl Peep und seine Erscheinung eine viel kleinere Nische anspricht als die meisten modernen Künstler, trug sie einen großen Teil zu seinem Erfolg bei. In einer Zeit in der echte Individualität immer unüblicher wird, war Peep der panische, volltätowierte Verrückte, den die kreative Welt brauchte, um ihre ständig wachsende Homogenität zu durchbrechen.“ Der Rapper Playboi Carti beschreibt Lil Peep als einen „Trendsetter“.
Ende 2018 wurde bekannt gegeben, dass Lil Peep vor seinem Tod an einer Bekleidungsmarke gearbeitet hat, die unter dem Namen „No Smoking“ (geschrieben „NO SMOK!NG“) erscheinen soll.

## Diskografie
Studioalben

| Jahr | Titel Musiklabel                                            | Höchstplatzierung, Gesamtwochen, AuszeichnungChartplatzierungen (Jahr, Titel, Musiklabel, Platzierungen, Wochen, Auszeichnungen, Anmerkungen) | Höchstplatzierung, Gesamtwochen, AuszeichnungChartplatzierungen (Jahr, Titel, Musiklabel, Platzierungen, Wochen, Auszeichnungen, Anmerkungen) | Höchstplatzierung, Gesamtwochen, AuszeichnungChartplatzierungen (Jahr, Titel, Musiklabel, Platzierungen, Wochen, Auszeichnungen, Anmerkungen) | Höchstplatzierung, Gesamtwochen, AuszeichnungChartplatzierungen (Jahr, Titel, Musiklabel, Platzierungen, Wochen, Auszeichnungen, Anmerkungen) | Höchstplatzierung, Gesamtwochen, AuszeichnungChartplatzierungen (Jahr, Titel, Musiklabel, Platzierungen, Wochen, Auszeichnungen, Anmerkungen) | Höchstplatzierung, Gesamtwochen, AuszeichnungChartplatzierungen (Jahr, Titel, Musiklabel, Platzierungen, Wochen, Auszeichnungen, Anmerkungen) | Anmerkungen                                                  |
| Jahr | Titel Musiklabel                                            | DE | AT | CH | UK | US | SE | Anmerkungen                                                  |
| ---- | ----------------------------------------------------------- | --- | --- | --- | --- | --- | --- | ------------------------------------------------------------ |
| 2017 | Come Over When You’re Sober, Pt. 1 First Access             | DE82 (1 Wo.)DE | AT47 (4 Wo.)AT | — | UK71 Gold · (1 Wo.)UK | US38 Platin · (23 Wo.)US | SE11 (56 Wo.)SE | Erstveröffentlichung: 15. August 2017 Verkäufe: + 1.125.000  |
| 2018 | Come Over When You’re Sober, Pt. 2 AUTNMY, Columbia Records | DE26 Gold · (6 Wo.)DE | AT17 (10 Wo.)AT | CH38 (1 Wo.)CH | UK19 Gold · (3 Wo.)UK | US4 Platin · (14 Wo.)US | SE3 (15 Wo.)SE | Erstveröffentlichung: 9. November 2018 Verkäufe: + 1.392.500 |

## Filmografie
- Everybody’s Everything (2019): Dokumentation, Archivaufnahmen nach seinem Tod.